# Степанов, Григорий Александрович
Григорий Александрович Степанов (19 января 1906 — 14 ноября 1977) — командир отделения 116-го отдельного сапёрного батальона (41-я стрелковая дивизия, 69-я армия, 1-й Белорусский фронт) старший сержант, участник Великой Отечественной войны, кавалер ордена Славы трёх степеней.

## Биография
Родился 19 января 1906 года в деревне Конопляновка ныне Щигровского района Курской области в семье крестьянина. Русский. Окончил 4 класса. Работал в колхозе. В 1928—1930 годах проходил срочную службу в Красной Армии.
В июне 1941 года был вновь призван в армию. На фронте с июля 1941 года. К весне 1944 года младший сержант Степанов командовал отделением 116-го отдельного сапёрного батальона 41-й стрелковой дивизии. В составе этого подразделения прошёл до конца войны. В октябре 1943 года вступил в ВКП(б)/КПСС.
С 12 июля 1943 года 41-й стрелковая дивизия участвовала в наступательной операции «Кутузов» (часть битвы на Курской дуге), освобождая деревни юго-восточнее Орла и затем и сам город Орёл. После освобождения Орла 5 августа 1943 года войска 63 армии, куда входила дивизия, продолжали преследовать врага в Брянском направлении. В этих боях младший сержант Степанов заслужил первую боевую награду.
За время наступательных действий лично сделал два прохода в проволочных заграждениях, обезвредил 257 мин противника, бойцы его отделения сняли 797 мин. Награждён орденом Красной Звезды.
В дальнейшем участвовал в Брянской, Гомельско-Речицкой наступательных операциях. До лета 1944 года дивизия вела оборонительные бои на правом берегу реки Турья Ковельской области Украины.
С 6 по 25 мая 1944 года в районе села Туричаны (ныне Туринского района Волынской области, Украина) сержант Степанов с бойцами отделения, действуя под огнём противника, установил 1800 мин, поставил до 1400 м проволочных заграждений. В ночь на 30 мая в этом же районе, обеспечивая действия разведчиков, проделал проход во вражеском минном поле, обезвредив более 20 мин.
Приказом по частям 41-й стрелковой дивизии от 5 июня 1944 года (№ 79/н) сержант Степанов Григорий Александрович награждён орденом Славы 3-й степени.
В дальнейшем в составе дивизии сапёр Степанов участвовал в Люблин-Брестской, Варшавско-Познанской операциях. Освобождал Белоруссию и Польшу, форсировал Вислу и Одер.
3-5 августа 1944 года при форсировании реки Висла со своим отделением на пароме из лодок «А-3» под постоянным огнём противника переправил на западный берег стрелковый батальон с вооружением, 24 76-мм пушки и 76 повозок с боеприпасами и снаряжением. Награждён орденом Отечественной войны 1-й степени.
В ночь на 2 декабря 1944 года у населённого пункта Лавицко-Старе (восточнее города Зволень, Польша) старший сержант Степанов с бойцами отделения под ружейно-пулемётным огнём врага проделал проходы в минно-взрывном и проволочном заграждениях неприятеля шириной до 12 метров лично снял более 20 мин.
Приказом по войскам 69-й армии от 4 февраля 1945 года (№ 15/н) старший сержант Степанов Григорий Александрович награждён орденом Славы 2-й степени.
На завершающем этапе войны отличился в ходе Берлинской наступательной операции.
В ночь на 16 апреля 1945 года при прорыве обороны противника в районе города Лебус на плацдарме на реке Одер (Германия) старший сержант Степанов во главе отделения под огнём проделал проходы в минных полях и проволочных заграждениях. Сапёры обезвредили 60 противопехотных и 220 противотанковых мин.
Указом Президиума Верховного Совета СССР от 31 мая 1945 года за образцовое выполнение боевых заданий командования на фронте борьбы с немецкими захватчиками и проявленные при этом доблесть и мужество старший сержант Степанов Григорий Александрович награждён орденом Славы 1-й степени. Стал полным кавалером ордена Славы.
В октябре 1945 года был демобилизован. Вернулся в родную деревню Конопляновка ныне Щигровском районе Курской области России. Работал председателем колхоза.
Скончался 14 ноября 1977 года. Похоронен в селе Большой Змеинец Щигровский район.

## Награды
- Орден Отечественной войны I степени (21.08.1944)[3]
- Орден Красной Звезды (21.08.1944)[4];
- Полный кавалер ордена Славы:
  - орден Славы I степени (31.05.1945)[5];
  - орден Славы II степени (04.02.1945)[6];
  - орден Славы III степени (05.06.1944)[7];
- медали, в том числе:
  - «За взятие Берлина» (9.5.1945)
  - «В ознаменование 100-летия со дня рождения Владимира Ильича Ленина» (6 апреля 1970)
  - «За победу над Германией в Великой Отечественной войне 1941—1945 гг.» (9 мая 1945[8])
  - «20 лет Победы в Великой Отечественной войне 1941—1945 гг.» (7 мая 1965[9])
  - «30 лет Победы в Великой Отечественной войне 1941—1945 гг.»[10]
  - «50 лет Вооружённых Сил СССР» (26 декабря 1967[11])
- Знак «25 лет победы в Великой Отечественной войне» (1970)
- Знак «Отличный минёр»

## Память
- На могиле установлен надгробный памятник
- Его имя увековечено в Главном Храме Вооружённых сил России, и навсегда запечатлено на мемориале «Дорога памяти»